# Llista de mangues publicats en català
Aquesta és una llista dels mangues publicats en català, que són els còmics o novel·les gràfiques provinents del Japó; també inclou altres publicacions il·lustrades d'aquest país i còmics d'altres països el format del qual recorda al manga japonès o tinguin una relació editorial amb el Japó. La llista està ordenada cronològicament segons la data de publicació catalana.
El primer manga japonès publicat en català va ser Tonda Haneko, de Kitazawa Rakuten, que aparegué a la revista Cavall Fort l'any 1968, en una sola pàgina.

## Llista
|  | Sèries completes   |
|  | Sèries abandonades |

### Mangues i novel·les gràfiques
| Títol                                                      | Autor                              | Editorial                        | Data de publicació | Núm. de publicacions |
| ---------------------------------------------------------- | ---------------------------------- | -------------------------------- | ------------------ | -------------------- |
| Bola de Drac (sèrie blanca)                                | Akira Toriyama                     | Planeta DeAgostini               | 1992-1995          | 153 núm.             |
| Bola de Drac (sèrie vermella)                              | Akira Toriyama                     | Planeta DeAgostini               | 1992-1997          | 58 núm.              |
| Doraemon, el gat còsmic                                    | Fujiko Fujio                       | Planeta DeAgostini               | 1994-1995          | 15 núm.              |
| Shin-chan                                                  | Yoshito Usui                       | Planeta DeAgostini               | 2001-2004          | 70 núm.              |
| Detectiu Conan                                             | Gosho Aoyama                       | Planeta DeAgostini               | 2004-present       | 18 vols.             |
| Inuyasha                                                   | Rumiko Takahashi                   | Glénat                           | 2005-2011          | 56 vols.             |
| Bola de Drac Edició Definitiva                             | Akira Toriyama                     | Planeta DeAgostini Planeta Cómic | 2006-2007          | 34 vols.             |
| Naruto                                                     | Masashi Kishimoto                  | Glénat Planeta DeAgostini        | 2006-2016          | 72 vols.             |
| Musculman                                                  | Takashi Shimada                    | Glénat                           | 2006-2008          | 18 vols.             |
| Ikkyu                                                      | Hisashi Sagakuhi                   | Glénat                           | 2007               | 4 vols.              |
| Bleach                                                     | Tite Kubo                          | Glénat Panini Comics             | 2007-2017          | 48 vols.             |
| Fushigi Yūgi: El joc misteriós                             | Yuu Watase                         | Glénat                           | 2007-2008          | 9 vols.              |
| Sakura, la caçadora de cartes                              | CLAMP                              | Glénat                           | 2007-2009          | 12 vols.             |
| Barri llunyà                                               | Jirō Taniguchi                     | Ponent Mon                       | 2007               | 1 vol.               |
| Love Hina                                                  | Ken Akamatsu                       | Glénat                           | 2008-2010          | 14 vols.             |
| Kimagure Orange Road                                       | Izumi Matsumoto                    | Glénat                           | 2008-2010          | 10 vols.             |
| Cinturó Negre                                              | Naoki Urasawa                      | Glénat                           | 2009-2012          | 19 vols.             |
| Bola de Drac (Edició 20 aniversari)                        | Akira Toriyama                     | Planeta Cómic                    | 2012               | 2 vols.              |
| Dragon Ball - Anime Comics                                 | Akira Toriyama                     | Planeta Cómic                    | 2014-present       | 36 vols.             |
| Bola de Drac Color                                         | Akira Toriyama                     | Planeta Cómic                    | 2014-2019          | 33 vols.             |
| Bola de Drac SD                                            | Akira Toriyama                     | Planeta Cómic                    | 2014-present       | 10 vols.             |
| Jaco, the Galactic Patrolman                               | Akira Toriyama                     | Planeta Cómic                    | 2015               | 1 vol.               |
| Bola de Drac Super (Sèrie Super)                           | Akira Toriyama                     | Planeta Cómic                    | 2017-present       | 111 núm.             |
| Bola de Drac Super                                         | Akira Toriyama                     | Planeta Cómic                    | 2017-present       | 22 vols.             |
| La màgia de l'ordre. La novel·la.                          | Marie Kondo, Yuko Uramoto          | Ara Llibres                      | 2018               | 1 vol.               |
| Mazinger Angels                                            | Gō Nagai                           | Ooso Comics                      | 2018-2019          | 4 vols.              |
| Cutie Honey, the Legend                                    | Gō Nagai                           | Ooso Comics                      | 2019               | 1 vol.               |
| Mazinger Otome                                             | Mikio Tachibana, Gō Nagai          | Ooso Comics                      | 2019               | 1 vol.               |
| Super Dragon Ball Heroes                                   | Yoshitaka Nagayama, Akira Toriyama | Planeta Cómic                    | 2019-present       | 10 vols.             |
| Aquella vegada que em vaig reencarnar i era en Yamcha      | Dragon Garow Lee, Akira Toriyama   | Planeta Cómic                    | 2019               | 1 vol.               |
| Mazinger Otome Taisen                                      | Mikio Tachibana, Gō Nagai          | Ooso Comics                      | 2019               | 1 vol.               |
| Cutie Honey 90's                                           | Gō Nagai                           | Ooso Comics                      | 2019-2020          | 2 vols.              |
| Dynamic Heroes                                             | Gō Nagai                           | Ooso Comics                      | 2019-2021          | 4 vols.              |
| Dororon Enma-kun                                           | Gō Nagai                           | Ooso Comics                      | 2020-2021          | 2 vols.              |
| Kamen Rider                                                | Shotaro Ishinomori                 | Ooso Comics                      | 2021               | 3 vols.              |
| My Hero Academia                                           | Kohei Horikoshi                    | Planeta Cómic                    | 2022-present       | 41 vols.             |
| Himitsu Sentai Gorenger - L'esquadró secret dels 5 rangers | Shotaro Ishinomori                 | Ooso Comics                      | 2022               | 1 vol.               |
| Dr. Slump Edició Definitiva                                | Akira Toriyama                     | Planeta Cómic                    | 2022               | 15 vols.             |
| Getter Robot                                               | Gō Nagai, Ken Ishikawa             | Ooso Comics                      | 2022-2023          | 2 vols.              |
| Tokyo Revengers                                            | Ken Wakui                          | Norma Editorial                  | 2022-2023          | 16 vols.             |
| Jujutsu Kaisen: la guerra màgica                           | Gege Akutami                       | Norma Editorial                  | 2022-present       | 27 vols.             |
| Chainsaw Man                                               | Tatsuki Fujimoto                   | Norma Editorial                  | 2022-present       | 18 vols.             |
| Guardians de la nit                                        | Koyoharu Gotōge                    | Norma Editorial                  | 2022-present       | 23 vols.             |
| Jujutsu Kaisen 0                                           | Gege Akutami                       | Norma Editorial                  | 2022               | 1 vol.               |
| Dodoma                                                     | Jun Shiraishi                      | Kaji Manga                       | 2022-2023          | 3 vols.              |
| Grendel                                                    | Maiko Oikawa                       | Kaji Manga                       | 2022-2023          | 3 vols.              |
| Look Back                                                  | Tatsuki Fujimoto                   | Norma Editorial                  | 2023               | 1 vols.              |
| Wind Breaker                                               | Satoru Nii                         | Distrito Manga                   | 2023-present       | 11 vols.             |
| Orange                                                     | Ichigo Takano                      | Kaji Manga                       | 2023               | 3 vols.              |
| Joc d'heroïnes                                             | Tabasa Iori                        | Kaji Manga                       | 2023               | 3 vols.              |
| Neon Genesis Evangelion Edició Col·leccionista             | Yoshiyuki Sadamoto                 | Norma Editorial                  | 2023-present       | 6 vols.              |
| Haikyû!!                                                   | Haruichi Furudate                  | Planeta Cómic                    | 2023-present       | 15 vols.             |
| Goodbye Eri                                                | Tatsuki Fujimoto                   | Norma Editorial                  | 2023               | 1 vol.               |
| One Piece (Edició 3 en 1)                                  | Eiichiro Oda                       | Planeta Cómic                    | 2023-present       | 11 vols.             |
| Prodigiosa: Les aventures de Ladybug i Gat Noir            | Koma Warita                        | Panini                           | 2023-present       | 3 vols.              |
| Maximum Berserk                                            | Kentaro Miura Kouji Mori           | Panini                           | 2023-present       | 12 vols.             |
| Death Note Black Edition                                   | Tsugumi Ōba                        | Norma Editorial                  | 2023-2025          | 7 vols.              |
| Megaman Megamix                                            | Hitoshi Ariga                      | Ooso Comics                      | 2023               | 2 vols.              |
| Un estiu a Tsurumaki                                       | Shinya Komatsu                     | Kaji Manga                       | 2023               | 1 vol.               |
| Ranma ½ (Kanzenban)                                        | Rumiko Takahashi                   | Planeta Cómic                    | 2023-present       | 6 vol.               |
| El viatge de Shuna                                         | Hayao Miyazaki                     | Salamandra Graphic               | 2023               | 1 vol.               |
| Atac als titans (Edició Integral)                          | Hajime Isayama                     | Norma Editorial                  | 2023-present       | 9 vols.              |
| Card Captor Sakura (Edició 60è aniversari Nakayoshi)       | CLAMP                              | Norma Editorial                  | 2023-present       | 9 vols.              |
| La meva experiència lesbiana amb la solitud                | Nagata Kabi                        | Fandogamia                       | 2023               | 1 vol.               |
| SilverDay, Conte de Fades de Divendres de Plata            | Mutsumi Hagīwa                     | Ooso Comics                      | 2023-2024          | 3 vols.              |
| Mazinger Z                                                 | Gō Nagai                           | Norma Editorial                  | 2024               | 3 vols.              |
| Naruto Jump Remix                                          | Masashi Kishimoto                  | Planeta Cómic                    | 2024               | 8 vols.              |
| Adolf                                                      | Osamu Tezuka                       | Planeta Cómic                    | 2024               | 5 vols.              |
| Ànima vertical                                             | Kunihiko Yokomizo, Yoji Kamata     | Símbols Editors                  | 2024               | 1 vol.               |
| Gyo                                                        | Junji Ito                          | ECC Ediciones                    | 2024               | 1 vol.               |
| Uzumaki - Espiral                                          | Junji Ito                          | Planeta Cómic                    | 2024               | 1 vol.               |
| La rateta de biblioteca                                    | Miya Kazuki                        | Kitsune Manga                    | 2024               | 7 vols.              |
| Minecraft: Viatge a la fi del món                          | Kazuyoshi Seto                     | Norma Editorial                  | 2024               | 6 vols.              |
| Mujina into the deep                                       | Inio Asano                         | Norma Editorial                  | 2024               | 2 vol.               |
| Bola de Drac Legend                                        | Akira Toriyama                     | Planeta Cómic                    | 2024               | 18 vol. en 3         |
| Doraemon (edició 3 en 1)                                   | Fujiko F. Fujio                    | Planeta Cómic                    | 2025               | 13 vols.             |
| Nana                                                       | Ai Yazawa                          | Planeta Cómic                    | 2025               | 7 vols.              |
| Nausicaä de la vall del vent                               | Hayao Miyazaki                     | Planeta Cómic                    | 2025               | 7 vols.              |
| Solanin (Integral)                                         | Inio Asano                         | Norma Editorial                  | 2025               | 1 vol.               |
| Anunciats sense data confirmada                            |                                    |                                  |                    |                      |
| Trigun                                                     | Yasuhiro Naitō                     | Kitsune Manga                    |                    | 2 vols.              |
| Shin-chan Nova Edició                                      | Yoshito Usui                       | ECC Ediciones                    |                    | 12 vols.             |
| Trigun Maximum                                             | Yasuhiro Naitō                     | Kitsune Manga                    |                    | 7 vols.              |
| Cube Arts                                                  | Tomomi Usui                        | Catway                           | 2025               | 3 vols.              |
| Azami no shiro no majo                                     | John Tarachine                     | Catway                           |                    | 4 vols.              |
| Okashiratsuki                                              | Mizu Sahara                        | Catway                           |                    | 4 vols.              |

### Llibres il·lustrats
| Títol                                                 | Autor                          | Editorial             | Data de publicació     |
| ----------------------------------------------------- | ------------------------------ | --------------------- | ---------------------- |
| Un hipopòtam a la banyera!                            | Kyoko Matsuoka, Akiko Hayashi  | Lata de sal           | 1 d'octubre de 2013    |
| Samba Panda amb l'Osset                               | Satoshi Iriyama                | Libros del Zorro Rojo | 5 de novembre de 2018  |
| El detectiu Culet                                     | Troll                          | Beascoa               | 15 de novembre de 2018 |
| Ser o no ser... una poma                              | Shinsuke Yoshitake             | Libros del Zorro Rojo | 27 de març de 2019     |
| El detectiu Culet: A la recerca del diamant de colors | Troll                          | Beascoa               | 28 de març de 2019     |
| Samba Panda amb el pare                               | Satoshi Iriyama                | Libros del Zorro Rojo | 5 d'agost de 2019      |
| Aki i la guineu                                       | Akiko Hayashi                  | Pastel de Luna        | 1 de juliol de 2020    |
| Aquest robot soc jo                                   | Shinsuke Yoshitake             | Libros del Zorro Rojo | 14 d'octubre de 2020   |
| Gotetes                                               | Shinsuke Yoshitake             | Pastel de Luna        | 17 de març de 2021     |
| I mira ara                                            | Shinsuke Yoshitake             | Dimoni Pelut          | 4 de novembre de 2021  |
| Bona nit, món                                         | Sachie Hattori                 | Pastel de Luna        | 1 de desembre de 2021  |
| No soc un monstre!                                    | Shinsuke Yoshitake             | Libros del Zorro Rojo | 2 de febrer de 2022    |
| Dents de cocodril                                     | Shinya Komatsu, Shoichi Nejime | Libros del Zorro Rojo | 16 de febrer de 2022   |
| Pensa                                                 | Shinsuke Yoshitake             | Pastel de Luna        | 6 d'abril de 2022      |
| Com serà el més enllà?                                | Shinsuke Yoshitake             | Libros del Zorro Rojo | 19 d'octubre de 2022   |
| Les meves raons                                       | Shinsuke Yoshitake             | Pastel de Luna        | 2 de novembre de 2022  |
| El Conill Sato                                        | Yuki Ainoya                    | Pastel de Luna        | 8 de febrer de 2023    |

### Còmics d'altres països
| Títol                            | Autor               | Editorial       | Data de publicació | Núm. de publicacions | País                 |
| -------------------------------- | ------------------- | --------------- | ------------------ | -------------------- | -------------------- |
| X-Venture, el cos en crisi       | Hot-Blooded Souls   | Ooso Comics     | 2022-2023          | 3 vols.              | Malàisia             |
| X-Venture Primal Power           | Black Ink Team      | Ooso Comics     | 2023               | 1 vol.               | Malàisia             |
| X-Venture Dinosaur Kingdom       | Air Team            | Ooso Comics     | 2024               | 1 vol.               | Malàisia             |
| Herba                            | Keum Suk Gendry-Kim | Reservoir Books | 2024               | 1 vol.               | França/Corea del Sud |
| Radiant                          | Tony Valente        | Editorial Base  | 2024               | 6 vols.              | França               |
| L'espera                         | Keum Suk Gendry-Kim | Reservoir Books | 2024               | 1 vol.               | França/Corea del Sud |
| L'Helena i el Senyor Llop Dolent | BliSS               | Norma Editorial | 2024               | 1 vol.               | Taiwan               |